# Liste der Kulturgüter in Zeiningen
Die Liste der Kulturgüter in Zeiningen enthält alle Objekte in der Gemeinde Zeiningen im Kanton Aargau, die gemäss der Haager Konvention zum Schutz von Kulturgut bei bewaffneten Konflikten, dem Bundesgesetz vom 20. Juni 2014 über den Schutz der Kulturgüter bei bewaffneten Konflikten sowie der Verordnung vom 29. Oktober 2014 über den Schutz der Kulturgüter bei bewaffneten Konflikten unter Schutz stehen.
Objekte der Kategorien A und B sind vollständig in der Liste enthalten, Objekte der Kategorie C fehlen zurzeit (Stand: 1. Januar 2023). Unter übrige Baudenkmäler sind weitere geschützte Objekte zu finden, die in der Bau- und Nutzungsordnung der Gemeinde verzeichnet und nicht bereits in der Liste der Kulturgüter enthalten sind.

## Kulturgüter
| Foto | | Objekt                                                                  | Kat. | Typ | Standort                        | Beschreibung                                                                    |
| ---- | --- | ----------------------------------------------------------------------- | ---- | --- | ------------------------------- | ------------------------------------------------------------------------------- |
| BW   | Datei hochladen · Wikidata zu Möhliner Feld, altsteinzeitliches-bronzezeitliches Fundensemble (Q19362409)                          | Möhliner Feld KGS-Nr.: 09540                                            | A    | F   | nahe Birkenhof 632696 / 267100  | Altsteinzeitliches-bronzezeitliches Fundensemble                                |
| BW   | Datei hochladen · Wikidata zu Bönistein, bronzezeitliche Höhensiedlung wohl auch in der Alt- und Jungsteinzeit genutzt (Q29581722) | Bönistein KGS-Nr.: 00302                                                | B    | F   | Bönistein 634226 / 265425       | Bronzezeitliche Höhensiedlung, wohl auch in der Alt- und Jungsteinzeit genutzt. |
| ja   | Datei hochladen · Wikidata zu Römisch-katholische Pfarrkirche St. Agatha mit Pfarrhaus (Q29581725)                                 | Römisch-katholische Pfarrkirche St. Agatha mit Pfarrhaus KGS-Nr.: 00303 | B    | G   | Kirchweg 1.1, 1 632462 / 265802 |                                                                                 |

## Übrige Baudenkmäler
| ID | Foto |                                                                          | Objekt                         | Typ | Standort                      | Beschreibung |
| -- | ---- | ------------------------------------------------------------------------ | ------------------------------ | --- | ----------------------------- | ------------ |
| 2  | ja   | Datei hochladen · Wikidata zu Römisch-katholisches Pfarrhaus (Q29581728) | Römisch-katholisches Pfarrhaus | G   | Kirchweg 1 632460 / 265775    |              |
| 3  | ja   | Datei hochladen                                                          | Missionskreuz                  | K   | Kirchweg 632474 / 265792      |              |
| 4  | ja   | Datei hochladen                                                          | Wirtshausschild zur Taube      | K   | Mitteldorf 15 632550 / 265736 |              |

Legende: Siehe Legende der Liste der Kulturgüter von nationaler und regionaler Bedeutung. Anstelle der KGS-Nummer wird als Objekt-Identifikator (ID) die Inventar- oder Gebäudenummer in der Bau- und Nutzungsordnung der Gemeinde verwendet.